# Воля-Краковянська
Воля-Краковянська (пол. Wola Krakowiańska) — село в Польщі, у гміні Надажин Прушковського повіту Мазовецького воєводства.
Населення — 229 осіб (2011).
У 1975-1998 роках село належало до Варшавського воєводства.

## Демографія
Демографічна структура станом на 31 березня 2011 року:
|          | Загалом | Допрацездатний вік | Працездатний вік | Постпрацездатний вік |
| -------- | ------- | ------------------ | ---------------- | -------------------- |
| Чоловіки | 117     | 26                 | 84               | 7                    |
| Жінки    | 112     | 28                 | 59               | 25                   |
| Разом    | 229     | 54                 | 143              | 32                   |